# Нейстрия
Нейстрия (фр. Neustrie, лат. Neustria, гот. 𐌽𐌴𐍅𐍃𐍄𐍂𐌾𐌰, дословно — «не-восток») — историческая область на северо-западе франкского королевства Меровингов со столицей сначала в Суассоне, потом в Париже.
В VI—VII веках неоднократно обособлялась в самостоятельное королевство, как и находившаяся на северо-востоке от неё Австразия. Нейстрия вела борьбу с Австразией до 687 года, когда победу одержали австразийские майордомы. Позже на территории области существовала так называемая Нейстрийская марка, управляемая сначала Робертом Сильным
, родоначальником династии Робертинов, а потом его потомками. В X веке на её территории возникли разные феодальные образования, после чего название «Нейстрия» постепенно исчезает, хотя некоторые средневековые авторы продолжали его использовать для обозначения ряда земель в Северо-Западной Франции и Нормандии.

## Название
В латинских хрониках существуют разные варианты названия области: Neustria, Neustrasia, Neptrecus. Само название произошло от франкского Neuster-rike, которое буквально можно перевести как «Западное королевство». Позже к ней применялось название «Западная Франкия» лат. Francia occidentalis.
Впервые название Нейстрия (лат. Neptrico) в хрониках встречается в 613 году, в 622 году в хронике Лже-Фредегара встречается название «Neuster». Позже это название закрепилось за королевством.

## География
Нейстрия располагалась на северо-западе современной Франции. На западе она граничила с Бретанью, причём отдельные её части (Нант, Ван) в некоторые периоды времени входили в состав королевства. Восточная граница время от времени менялась. Иногда она проходила по рекам Шельда и Маас, иногда — по рекам Сомма, верхнему течению Уазы и Маасу. На северо-западе граница проходила по Ла-Маншу, южная граница — по реке Луара. На севере она соприкасалась с землями салических франков, на юге — с Арморикой.
Также менялись главные города королевства. Первоначально им был Суассон, позже им стал Париж.
Основным населением Нейстрии, в отличие от Австразии, были не германцы, а галло-римляне. Германское население преобладало только на северо-востоке Нейстрии — на территории современной Фландрии, Артуа и около Кале. К западу же от реки Сена франки практически не селились.

## История

### Образование Нейстрии

Территория королевства Сиагрия

Ядром будущей Нейстрии стали земли, входившие в состав домена Сиагрия. Он был наместником Римской Галлии во время правления императора Майориана, после убийства которого отказался признавать императорскую власть. После распада Западно-Римской империи в 476 году он также не признал власти Одоакра, свергнувшего последнего императора, и создал собственное королевство (историки его называют или Суассонским королевством или королевством Сиагрия) в междуречье Луары и Соммы с преимущественно галло-римским населением. Однако в 486 году король турнейских франков Хлодвиг I в союзе со своим родственником, камбрейским королём Рагнахаром, разгромил войско Сиагрия в битве при Суасоне и присоединил его земли к своему королевству.

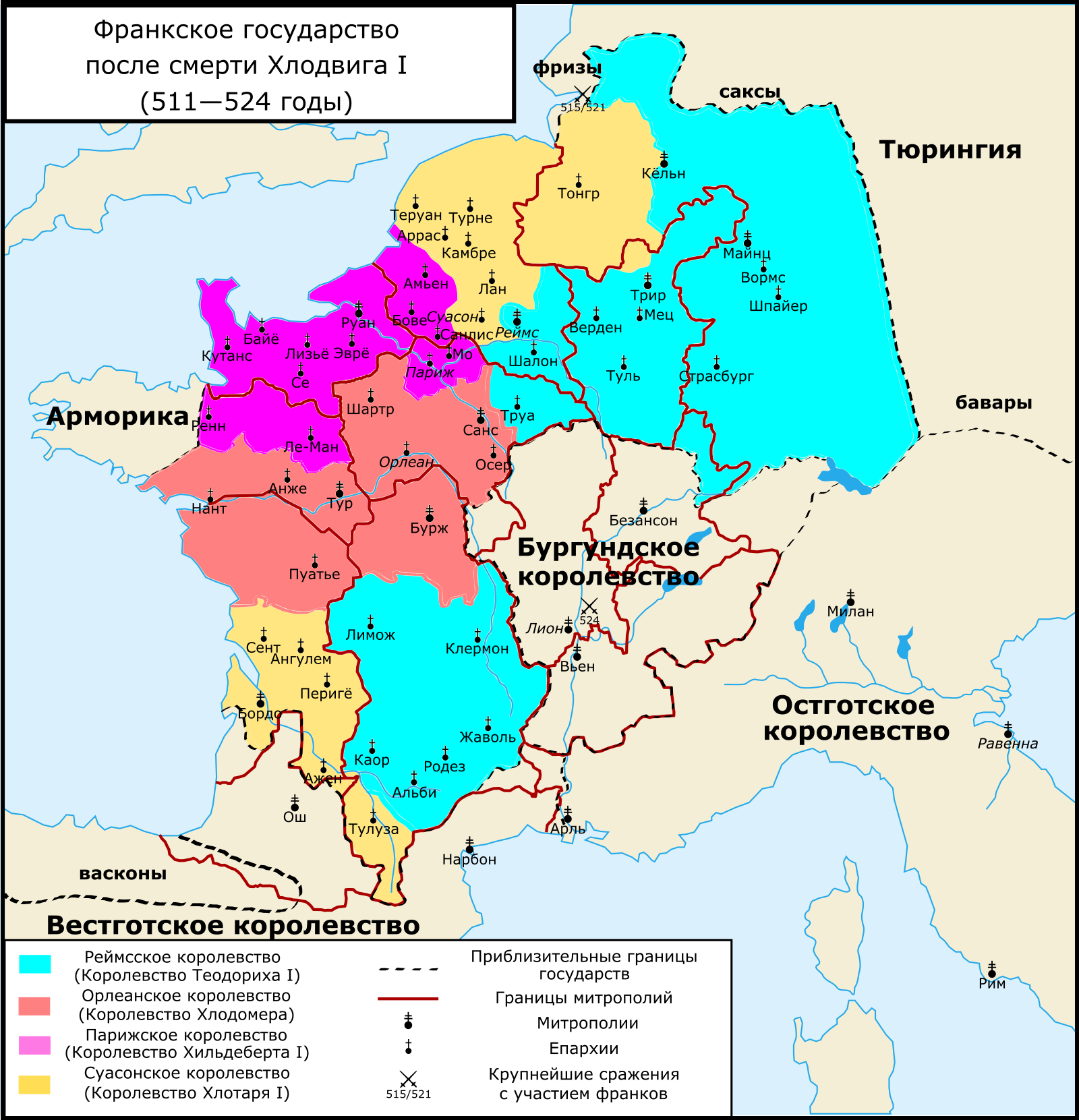
Раздел королевства Хлодвига I в 511 году

Единое королевство Хлодвига I просуществовало только до его смерти в 511 году, после чего было разделено между его четырьмя сыновьями. Будущая Нейстрия была разделена между Хильдебертом I (ум. 558), королём Парижа (иногда его ретроспективно называют королём Нейстрии), и Хлодомером, королём Орлеана. После гибели Хлодомера его наследники были убиты Хильдебертом и Хлотарем I, а земли его королевства были разделены между остальными братьями. Позже их владения расширились за счёт завоевания Бургундского королевства.
Хлотарь I пережил остальных братьев и их наследников, вновь объединив все земли в единое королевство. Однако после его смерти в 561 году королевство вновь было разделено между его сыновьями. Смерть в 567 году не оставившего наследников парижского короля Хариберта I вызвала раздел его владений, после чего образовалось 3 королевства, за которыми позже закрепились названия Нейстрия, Австразия и Бургундия. Подобно Австразии и Бургундии, Нейстрия, столицей которой был Париж, часто меняла свои границы, но каждое из этих государств сохраняло свои особенности и они не сливались в одно целое в Меровингский период. В Нейстрии сильнее чувствовалось римское влияние, чем в Австразии.

### Королевство Нейстрия

Франкские королевства по разделу 561 года

На протяжении истории Нейстрия, как и Австразия, страдала от междоусобных войн, истощавших её силы и окончившихся разрушением меровингского королевства. Во время междоусобиц королями главенствующее положение занимали то короли Австразии, то короли Нейстрии. После того как в 592 году умер король Бургундии Гунтрамн, короли Нейстрии как правило носили также титул королей Бургундии.
Начало драматичной борьбы между Брунгильдой, супругой Сигиберта I, короля Австразии, и Фредегондой, супругой Хильперика I, короля Нейстрии, положено было ещё при Хильперике I. Когда последний был убит в 584 году, наследником Нейстрии остался его сын Хлотарь II (ум. 623), который после смерти Брунгильды в 613 году объединил всё франкское королевство; но в действительности он был королём лишь одной Нейстрии. Ему наследовал Дагоберт I (ум. 639), поселившийся в Нейстрии, которому в 629 году вновь удалось ненадолго объединить королевства, однако после его смерти Нейстрия и Австразия вновь разделились. При этом политическое единство Нейстрии оставалось неизменным, а границы королевства менялись редко. Окончательно оба королевства вновь объединились в 719 году.
В VII веке начинается возвышение майордомов — франкских чиновников, изначально назначаемых королём из представителей знати. Эта должность появилась ещё в VI веке. Первоначально майордомы выполняли обязанности сенешаля, но постепенно они стали брать на себя и другие функции, замещая королей во время их отсутствия, а также управляя королевством в случае малолетства короля. Упадок династии Меровингов в VII веке привёл к тому, что в руках майордома оказалась вся власть в королевстве.
Майордомы были в каждом королевстве, между ними во второй половине VII века началась борьба за власть. С 660 года франкское королевство снова распадается на части; Хлотарь III владел только Нейстрией и Бургундией. После смерти Хлотаря III майордом Эброин провозгласил нового короля, Теодориха III, не посоветовавшись с местной знатью. Из-за этого началась упорная борьба между Эброином и вельможами, промежуточным результатом которой стало объединение франкских государств под началом австразийского короля Хильдерика II. Но уже в 675 году новый король был убит. Вернувшийся из ссылки Эброин уничтожил своего соперника, епископа Леодегария, и сделался полновластным правителем Нейстрии и Бургундии. В 681 году он был тоже убит, а Пипин Геристальский, майордом Австразии, подчинил Теодориха III своей власти, и с этого времени Нестрия утратила самостоятельность. В 687 году Пипин одержал победу над майордомом Бургундии и фактически объединил Франкское государство. После Теодориха III престол занимали не обладавшие реальной властью короли: Хлодвиг IV, Хильдеберт III, Дагоберт III.
Нейстрицы попытались воспользоваться смертью Пипина в 714 году, чтобы вернуть себе самостоятельность. Провозгласив майордомом Рагенфреда, они двинулись в Австразию, но в 716 году были разбиты Карлом Мартеллом, сыном Пипина, в сражении на реке Амблев, а через год потерпели сокрушительное поражение близ Венси под Камбре. В 719 году Хильперик II (преемник Дагоберта III) и Рагенфред сделали последнюю попытку отстоять независимость Нейстрии, но были разбиты Карлом в битве под Суасоном.
Хильперику II наследовал Теодорих IV, но полным властителем Нейстрии был Карл, который, после смерти Теодориха IV в 737 году, не назначил ему преемника, а управлял один. Помимо воли сыновей Карла Мартелла нейстрийцы хотели провозгласить королём забытого всеми потомка Меровингов Хильдерика III, но Карломан и Пипин явились в Нейстрию и заставили её подчиниться. Хильдерик III был низложен, а Нейстрия стала частью Франкской империи.
Во время разделов Каролингской империи в VIII—IX веках Нейстрия иногда обособлялась в качестве отдельного королевства, при этом в его состав часто входили Аквитания и Бургундия. За этим территориальным образованием постепенно закрепилось название Западно-Франкского королевства, которое в будущем стало Францией.

### Нейстрийская марка
С середины IX века под названием «Нейстрия» известны в основном земли между Сеной и Луарой. В это время на Западно-Франкское королевство начинаются нападения норманнов и бретонцев. Для защиты от нападений король Карл II Лысый передал графства (Мэн, Анжу и Турень, отнятых у Роргонидов), Роберту Сильному, в результате чего в его руках оказалась практически вся Нейстрия. Однако бретонцам удалось захватить некоторые западные районы Нейстрии, а норманны обосновались в устье Луары (853 год) и Сены (856 год). В 856 году Карл сделал своего сына Людовика Заику правителем Нейстрии, что вызвало недовольство Роберта. В результате в 858 году нейстрийская знать восстала против короля, к восстанию присоединился и Роберт. Владения его были конфискованы, но в 861 году он примирился с королём получив владения обратно. В их состав входила область между Сеной и Луарой (лат. ducatus inter Ligerim et Sequanam), позже названную Нейстрийской маркой, и включала Анжу, Турень, а также Мэн, хотя и без своей столицы Ле-Мана. Основной задачей Роберта была оборона Западно-Франкского королевства от бретонцев. Власть маркграфа не распространялась за пределы вверенной ему области и заключалась в военном командовании. Позже Роберт получил ещё графства Анжу и Блуа. Эти земли в будущем стали основой для королевского домена Капетингов. В 865 году Робер получил Отён, Невер и Осер взамен Тура и Анжера, но в 866 году был произведен обратный обмен.
Из-за участившихся нападений норманнов на Париж Карл Лысый поручил защиту от них Роберту Сильному, сделав его графом Парижа. Роберт начал укреплять древний город и непрерывно сражался против норманнов, пока не погиб 15 сентября 866 года в сражении при Бриссарте. Его сыновья Эд и Роберт были ещё слишком юными, чтобы унаследовать владения отца. Нейстрию получил Гуго Аббат (он был сын Аделаиды Турской, возможной матери Эда и Роберта, от брака с Конрадом I Старым, графом Осера, происходивший из дома Вельфов), а Парижское графство — двоюродный брат Гуго Аббата Конрад Чёрный. Только после их смерти Эд смог получить эти владения — в 882 году Париж, а в 886 году Нейстрию. С этого момента Нейстрия управлялась представителями династии Робертинов.
В начале X века на территории Нейстрийской марки образуются отдельные феодальные образования, после чего название «Нейстрия» постепенно исчезает, хотя некоторые средневековые авторы продолжали его использовать для обозначения ряда земель в Северо-Западной Франции и Нормандии.

## Правители Нейстрии

### Короли Нейстрии
- 511—558: Хильдеберт I (ок. 497 — 23 декабря 558), король Парижа с 511, король Орлеана с 524, сын Хлодвига I[11].
- 558—561: Хлотарь I (501/502 — 561), король Суассона с 511, король Реймса с 555, король Парижа, Бургундии и Орлеана с 558, брат предыдущего[11].
- 561—584: Хильперик I (до 535 — 27 сентября/9 октября 584), король Суассона с 561, король Парижа с 567, сын предыдущего[11].
- 584—629: Хлотарь II (май 584 — 18 октября 629)), король Нейстрии с 584, король Австразии и Бургундии с 613, сын предыдущего[11].
- 629—639: Дагоберт I (610/611 — 19 января 639), король Австразии в 623—633/634, король Нейстрии и Бургундии с 629, король Аквитании с 631, сын предыдущего[11].
- 639—657: Хлодвиг II (633—657), король Нейстрии и Бургундии с 639, сын предыдущего[11].
- 657—673: Хлотарь III (ок. 650—673), король Нейстрии и Бургундии с 657, сын предыдущего[11].
- 673, 675—691: Теодорих III (ок. 651—690/691), король Нейстрии и Бургундии в 673, 675—690/691, король Австразии с 670, брат предыдущего[11].
- 673—675: Хильдерик II (ум. 675), король Австразии с 662, король Нейстрии и Бургундии с 673, брат предыдущего[11].
- 691—695: Хлодвиг IV (III) (ок. 678—695), король франков с 691, сын Теодориха III[11].
- 695—711: Хильдеберт III (ум. 14 апреля 711), король франков с 695, брат предыдущего[11].
- 711—715: Дагоберт III (697/698 — 715), король франков с 711, сын предыдущего[11].
- 715—721: Хильперик II (ум. 721), король Австразии в 715—717, 720—721, король Нейстрии и Бургундии с 715, сын Хильдерика II[11].
- 721—737: Теодорих IV (ок. 712—737), король Франков с 721[11].
- 737—743: королей не было.
- 743—751: Хильдерик III (ум. после 752), король франков в 743—751, в 751 пострижен[К 1][11].

### Майордомы Нейстрии
Старшие сановники, де факто управлявшие государством.
- ? — ок. 613: Ландерик (ум. ок. 613), майордом Нейстрии[12].
- ок. 613—639: Гундоланд (ум. 639), майордом Нейстрии с ок. 613, брат предыдущего[13].
- 639—641: Эга (Аэга) (ум. 641), майордом Нейстрии и Бургундии с 639[14][15].
- 641—658: Эрхиноальд (ум. 658), майордом Нейстрии и Бургундии с 641[16][15].
- 658—673, 675—680: Эброин (ум. 680/681), майордом Нейстрии и Бургундии в 658—673 и 675—680[17].
- 673—675: Вульфоальд (ум. 679), майордом Австразии с 657, майордом Нейстрии и Бургундии в 675—676[15][18][19].
- 675: Леудезий (ум. 675), майордом Нейстрии и Бургундии с 675[15][20][21].
- 680/681, 683/684—686: Вараттон (ум. 686), майордом Нейстрии и Бургундии в 680/681 и 683/684—686[15][22][23]
- 680/681—683/684: Гизлемар (ум. 683/684) — майордом Нейстрии с 680/681, сын предыдущего[15][24][25]
- 686—688: Берхар (ум. в 688), майордом Нейстрии и Бургундии с 686, зять Вараттона[15][26][27]
- 688: Пипин Геристальский (ок. 635 — 16 декабря 714), майордом Австразии с 680, майордом Нейстрии и Бургундии с 688[15][28].
- 688 — после 696: Нордеберт (ум. после 696), майордом Нейстрии и граф Парижа с 688, зять Пипина Геристальского[15][29].
- 696—714: Гримоальд Младший (ок. 680 — апрель 714), майордом Нейстрии и Бургундии с 696, сын Пипина Геристальского[15][30].
- 714—715: Теодоальд (708—717), майордом Австразии с 714, майордом Нейстрии в 714—715, сын предыдущего[15][31].
- 715—718: Рагенфред (ум. 731), майордом Нейстрии в 715—719, герцог Анжера с 719[15].
- 718—741: Карл Мартелл (ум. 22 октября 741), майордом Австразии с 717, майордом франков с 718, сын Пипина Геристальского[15].
- 741—751: Пипин Короткий (714 — 24 сентября 768), майордом франков в 741—751, король франков с 751, сын предыдущего[15].

### Маркграфы Нейстрии
- 861—866: Роберт Сильный (ум. 866), светский аббат Мармутье в Туре в 852—858 и 861—866, государев посланец в Туре, Блуа и Анжу в 853—858, граф Анжу, Блуа и Тура и маркиз Нейстрии в 861—865 и 866, граф Отёна в 864—866, граф Невера и Осера в 865—866, граф Парижа в 860-е, светский аббат Святого Мартина в Туре[32].
- 866—886: Гуго Аббат (ум. 886), граф Осера в 866—878, маркиз Нейстрии, граф Тура, Блуа, Анжу и Орлеана с 866, граф Парижа с 882, архиепископ Кёльна в 864—870.
- 886—888: Эд (ум. 898), граф Парижа в 882/883 — 888, маркиз Нейстрии в 886—888, король Франции с 888, сын Роберта Сильного[32].
- 888—922: Роберт (ум. 923), маркиз Нейстрии и граф Парижа с 888, король Франции с 922, брат предыдущего[32].
- 922—956: Гуго Великий (ум.956), маркиз Нейстрии, граф Парижа и Орлеана с 922, герцог франков с 25 июля 936, герцог Аквитании в 955, сын предыдущего[32].
- 956—987: Гуго Капет (ум 996), герцог франков с 956, король Франции с 987, сын предыдущего[32].